# Chillicothe (Missouri)
Chillicothe é uma cidade localizada no estado americano de Missouri, no Condado de Livingston.

## Demografia
Segundo o censo americano de 2000, a sua população era de 8968 habitantes.
Em 2006, foi estimada uma população de 8740, um decréscimo de 228 (-2.5%).

## Geografia
De acordo com o United States Census Bureau tem uma área de
16,9 km², dos quais 16,9 km² cobertos por terra e 0,0 km² cobertos por água.

## Localidades na vizinhança
O diagrama seguinte representa as localidades num raio de 20 km ao redor de Chillicothe.